# Вавилон
Вавилон је древни, уништени град у Месопотамији у своје време, између 18. и 6. века п. н. е, највећи на свету. Налазио се близу данашњег града Ал Хилаха у Ираку, односно око 88 km јужно од Багдада. Вавилон је био главни град Вавилонског царства и један од најстаријих и најпознатијих културних, политичких и трговачких центара у античком свету. Име му потиче од акадске речи Вавилу, што значи „божја капија“. Та реч била је превод сумерског имена Кадингира. Он је био изграђен уз леву и десну обалу реке Еуфрат са стрмим насипима за обуздавање сезонских поплава реке. Половина града је била на једној, а друга половина на другој обали реке, а изградио га је акадски владар Саргон. Вавилон је првобитно био мали акадски град који потиче из периода Акадског царства око 2300. године п. н. е.
Варош је постала део малог независног града-државе са успоном Прве вавилонске династије у 19. веку п. н. е. Аморитски краљ Хамураби створио је краткотрајно царство у 18. веку п. н. е. Он је изградио Вавилон у велики град и прогласио се краљем. Јужна Месопотамија постала је позната као Вавилонија и Вавилон је надмашио Нипур као свети град. Царство је ослабило под Хамурабијевим сином Шамсу-Илуном и Вавилон је провео дуг период под доминацијом Асирије, Касите и Еламита. Након што су га Асирци уништили, и затим поново изградили, Вавилон је постао престоница краткотрајног Неовавилонског царства од 609. до 539. године п. н. е. Вавилонско царство на челу са Аморитском династијом након борби против планинских племена успева да поврати контролу и уједини целу Месопотамију. Висећи вртови из Вавилона били су једно од седам чуда древног света. Након пада Неовавилонског царства, град је прешао под власт Ахеменидске, Селеукидске, Партске, Римске и Сасанидске империје.
Процењено је да је Вавилон био највећи град на свету, од око 1770. до око 1670. године пре нове ере, и опет од око 612. до око 320. п. н. е. Он је вероватно био први град који је надмашио популацију од 200.000 становника. Процене за максимални опсег његове површине крећу се од 890 до 900 хектара. Остаци града налазе се у данашњем Хилаху у Бабилској области у Ираку, око  85 км јужно од Багдада, и састоје се од бројних срушених објеката од блатне цигле и других рушевина.
Главни извори информација о Вавилону - екскавација самог налазишта, референце у текстовима клинастим писмом који су нађени на другим местима у Месопотамији, референце у Библији, описи у класичном текстовима (нарочито Херодотовим), и описи из друге руке (који цитирају дело Ктезије и Бероса) - представљају непотпуну и понекад опречну слику древног града, чак и на његовом врхунцу у шестом веку пре нове ере.

## Историја
Град су основали Сумерани у четвртом миленијуму п. н. е., а први пут се помиње на плочици Саргона Акадског из 24. века п. н. е. када је Саргон Акадски прогласио Вавилон престоницом своје државе. Током наредних неколико векова важност града и број становника били су мањи. Град добија опет важност у 18. веку п. н. е. када постаје главни град Хамурабијевог царства. Од тог тренутка град Вавилон постаје главни град Вавилоније, мада су га Касити, током своје 440 година дуге владавине, преименовали у Карандунијаш.
Град је био смештен на обема обалама реке Еуфрат тако да су морали бити саграђени насипи који су га штитили од сезонских поплава. Био је опкољен са три висока бедема правоугаоне основе, чија је укупна дужина премашила 8 km; два су била дебљине 7,80 и 7, а један 3,30 m. У наредним годинама Вавилон је постајао све већи и раскошнији, али су га ускоро освојили Асирци. Становништво града у два наврата се побунило против асирске власти (први пут у доба Мушезуб-Мардука, а други пут за време Шамаш-шум-укина), али су га Асирци оба пута поново освојили (први пут Сенахериб, а други пут Асурбанипал).
За време Сенахерибове власти становништво Вавилона се стално бунило, тако да је Сенахериб, да би угушио устанке, 689. п. н. е. наредио поптуно уништење града. Сви зидови, палате и храмови били су уништени, а остаци бачени у канал Арахту. Овај чин је тако распламсао верску свест Месопотамије да недуго затим Сенахериба убијају непознати нападачи. Његов наследник Есархадон одмах је обновио град, у њему се крунисао и изградио палату у којој је проводио један део године. Након његове смрти владар Вавилоније постаје његов најстарији син Шамаш-шум-укин који је касније водио побуну против свог брата Асурбанипала Асирског.
Још једном се Вавилон нашао под опсадом Асираца. Краљ Асурбанипал је брзо освојио град и разорио га, али кад је 612. п. н. е. пала Нинива, Вавилон се ослободио асирске власти и постао главни град новог Вавилонског царства. Године 605. п. н. е. Вавилонци су победили Египћане у бици код Каркемиша и уклонили их са светске позорнице. Током периода независности под Набополасаром започело је ново раздобље архитектонских радова, а Набополасаров син Набукодоносор је од града направио чудо античког света. Набукодоносор је изградио Иштарину капију, обновио Етаменански храм и изградио Семирамидине висеће вртове (једно од седам светских чуда).
Године 538. п. н. е. Вавилон осваја персијски краљ Кир Велики који допушта поробљеним Јеврејима из Вавилона да се врате својим кућама. Под владавином Кира и његова сина Дарија, Вавилон је постао центар учења и научног напретка. Вавилонски научници су направили звездане мапе и успоставили темеље савремене астрономије и математике. Међутим, за време владавине Дарија III Вавилон почиње стагнирати.
Године 331. п. н. е. Александар Велики поразио је Дарија III у бици код Гаугамеле. У октобру исте године, Александар са својом војском улази у Вавилон. Под његовом владавином, Вавилон је поново процветао као средиште учења и трговине. Али, након Александрове тајанствене болести и смрти у Вавилону 323. п. н. е., његово царство је подељено између његових генерала и следе деценије ратовања. Због тога је Вавилон у потпуности опустео већ 275. п. н. е. Докази о постојању Вавилона проналазе се у ископинама, Херодотовим описима, текстовима писаним клинастим писмом. Већина пронађених остатака припада граду који је саградио Набукодоносор. Тада је то био највећи град на свету са мноштвом храмова, великим храмом Мардук, са Зигуратом који је вероватно инспирисао причу о Вавилонској кули. Висећи вртови са терасастом бујном вегетацијом били су једно од Седам светских чуда.
Реч Вавилон данас се користи и као општи симбол за мултикултурну и мултиетничку метрополу у којој истовремено заједнички живи више народа, вера и језика. Понекад означава и велику градску целину искварену пороцима и неморалом.